# کتاب‌خوان (فیلم ۲۰۰۸)
کتاب‌خوان (انگلیسی: The Reader) فیلم درام عاشقانه محصول ۲۰۰۸ به کارگردانی استیون دالدری و نویسندگی دیوید هر است که بر پایهٔ رمان آلمانی به همین نام نوشتهٔ برنهارد شلینک ساخته شده‌است. در فیلم کیت وینسلت نقش نگهبان سابق اردوگاه آلمان نازی را ایفا می‌کند که با یک دانشجوی وکیل جوان وارد رابطهٔ عاشقانه‌ می‌شود. ریف فاینز و داوید کروس نقش پیری و جوانی وکیل را ایفا می‌کنند. این آخرین فیلم تهیه‌کنندگان آن، آنتونی مینگلا و سیدنی پولاک بود که هر دو پیش از اکران آن درگذشتند. ساخت فیلم در سپتامبر ۲۰۰۷ در آلمان آغاز شد و اکران محدود آن در ۱۰ دسامبر ۲۰۰۸ آغاز شد.
اگرچه این فیلم بازخوردهای ضد و نقیضی دریافت کرد، اما نقش‌آفرینی وینسلت با تحسین همگانی منتقدان همراه بود و  برایش افتخارات بسیاری از جمله جایزهٔ گلدن گلوب، بفتا و اسکار بهترین بازیگر نقش اول زن را کسب کرد. خود فیلم نیز نامزد دریافت چندین جایزهٔ مهم از جمله اسکار بهترین فیلم شد.

## روند تولید
در آوریل ۱۹۹۸ میراماکس فیلم امتیاز ساخت و انتشار فیلمی بر اساس این داستان را دریافت کرده و تصویربرداری اصلی آن در سپتامبر ۲۰۰۷ بلافاصله پس از امضای رضایت استیون دالدری برای کارگردانی اقتباسی از این داستان برای ساخت فیلم و انتخاب فاینس در نقش اصلی آغاز شد. در ابتدای کار کیت وینسلت برای بازی در نقش هانا انتخاب شد، اما به دلیل وجود مشکلاتی هم چون هم‌زمانی تصویربرداری این اثر، با اثر دیگری به نام جاده انقلابی موجب شد تا او نتواند در فیلمبرداری حاضر شود و از سوی دیگر نیکول کیدمن به عنوان جانشین او انتخاب شود. نیکول کیدمن در ژانویه سال ۲۰۰۸ به دلیل بارداری مجبور به ترک پروژه شد و این در حالی بود که هنوز هیچ صحنه ای از این فیلم با حضور او تصویربرداری نشده بود و به همین دلیل بود که استودیوی تولید توانست بدون تأثیر از حضور نیکول کیدمن مجدداً پروژه را با حضور کیت وینسلت کلید بزند. تصویربرداری این فیلم در شهرهایی همچون برلین، گرلیتز و تراموا کیرنیتچتال در نزدیکی باد شواندوا انجام شد و در ۱۴ ژوئیه در کلن به پایان رسید. سازندگان فیلم ۷۱۸۷۵۲ دلار از هیئت فیلم فدرال آلمان دریافت کردند و در نهایت، به‌طور کلی، این استودیو ۴٬۱ میلیون دلار از شرکت‌های تابعه منطقه ای و فدرال آلمان دریافت کرده‌است. شلینک اصرار داشت فیلم به جای زبان آلمانی به زبان انگلیسی فیلمبرداری شود، زیرا این فیلم سوالاتی را دربارهٔ زندگی در جامعه پس از نسل‌کشی مطرح می‌کرد که فراتر از تاریخ آلمان است. دالدری و شلینک با بازدید از مکان‌های ذکر شده در رمان، مشاهده فیلم‌های مستند مربوط به آن دوره از تاریخ آلمان و مطالعهٔ کتاب‌ها و مقالاتی در مورد زنانی که به عنوان نگهبان SS در اردوگاه‌ها خدمت کرده بودند، اطلاعاتی پیرامون چگونگی ساخت اثر در مقابل دوربین به دست آوردند.

## انتشار
در ۱۰ دسامبر ۲۰۰۸، کتاب‌خوان در ۸ سینما انتشار محدود داشت و در آخر هفته افتتاحیه خود در گیشه داخلی ۱۶۸٫۰۵۱ دلار فروخت. انتشار گسترده فیلم در تاریخ ۳۰ ژانویه ۲۰۰۹ انجام شد و در گیشه داخلی ۲ میلیون و ۳۸۰ هزار و ۳۷۶ دلار فروش داشت. گسترده‌ترین انتشار فیلم در ۲۷۲۰ فوریه ۲۰۰۹، آخر هفته پس از برنده شدن اسکار برای کیت وینسلت، در ۲۰۲۰ سالن سینما بود.
در مجموع، فروش فیلم ۳۴٬۱۹۴٬۴۰۷ دلار در گیشه داخلی و ۱۰۸٬۹۰۱٬۹۶۷ دلار در سراسر جهان بوده‌است. این فیلم در ۱۴ آوریل ۲۰۰۹ به‌صورت دی‌وی‌دی و در ۲۸ آوریل به‌صورت بلو-ری منتشر شد. هر دو نسخه در ۲۵ مه ۲۰۰۹ در پادشاهی متحده منتشر شد. در آلمان دو نسخه دی‌وی‌دی (نسخه ویژه تک دیسک و ۲ دیسک) و بلو-ری در ۴ سپتامبر ۲۰۰۹ منتشر شد.

## بازخورد

### پذیرش انتقادی
در راتن تومیتوز، این فیلم بر اساس ۲۰۴ بررسی، با میانگین امتیاز ۶٫۴ / ۱۰، دارای امتیاز تأییدی ۶۳٪ است. در متاکریتیک براساس نظر ۳۸ منتقد به فیلم امتیاز میانگین ۵۸ از ۱۰۰ اختصاص داده شد، که نشانگر «بررسی مختلط یا متوسط» است.

### جایزه‌ها و نامزدی‌ها
| جایزه                      | دسته                            | نام                                                      | نتیجه    |
| -------------------------- | ------------------------------- | -------------------------------------------------------- | -------- |
| جوایز اسکار                | بهترین بازیگر نقش اول زن        | کیت وینسلت                                               | برنده    |
| جوایز اسکار                | بهترین فیلم‌برداری               | راجر دیکینز و کریس منجس                                  | نامزدشده |
| جوایز اسکار                | بهترین کارگردانی                | استیون دالدری                                            | نامزدشده |
| جوایز اسکار                | بهترین فیلم                     | سیدنی پولاک، آنتونی مینگلا، ردموند موریس و دونا گیگلیوتی | نامزدشده |
| جوایز اسکار                | بهترین فیلم‌نامه اقتباسی         | دیوید هر                                                 | نامزدشده |
| جوایز بفتا                 | هترین بازیگر نقش اول زن         | کیت وینسلت                                               | برنده    |
| جوایز بفتا                 | بهترین فیلم‌برداری               | راجر دیکینز و کریس منگس                                  | نامزدشده |
| جوایز بفتا                 | بهترین کارگردانی                | استیون دالدری                                            | نامزدشده |
| جوایز بفتا                 | بهترین فیلم                     |                                                          | نامزدشده |
| جوایز بفتا                 | بهترین فیلم‌نامه – اقتباسی       | دیوید هر                                                 | نامزدشده |
| انجمن منتقدان فیلم پخش‌شده  | ۱۰ فیلم برتر سال                |                                                          | برنده    |
| انجمن منتقدان فیلم پخش‌شده  | بهرین فیلم                      |                                                          | نامزدشده |
| انجمن منتقدان فیلم پخش‌شده  | بهترین بازیگر نقش مکمل زن       | کیت وینسلت                                               | برنده    |
| انجمن منتقدان فیلم پخش‌شده  | بهترین نقش‌آفرین جوان            | داوید کروس                                               | نامزدشده |
| جوایز گلدن گلوب            | بهترین کارگردانی                | استفان دالدری                                            | نامزدشده |
| جوایز گلدن گلوب            | بهترین فیلم درام                |                                                          | نامزدشده |
| جوایز گلدن گلوب            | بهترین فیلم‌نامه                 | دیوید هر                                                 | نامزدشده |
| جوایز گلدن گلوب            | بهترین بازیگر نقش مکمل زن       | کیت وینسلت                                               | برنده    |
| انجمن منتقدان فیلم سن دیگو | بهترین بازیگر زن                | کیت وینسلت                                               | برنده    |
| جایزه ستلایت               | ۱۰ فیلم برتر ۲۰۰۸               |                                                          | برنده    |
| جایزه ستلایت               | بهترین بازیگر زن – درام سینمایی | کیت وینسلت                                               | نامزدشده |
| جایزه ستلایت               | بهترین کارگردان                 | استفان دالدری                                            | نامزدشده |
| جایزه ستلایت               | بهترین فیلم – درام              |                                                          | نامزدشده |
| جایزه ستلایت               | بهترین فیلم‌نامه اقتباسی         | دیوید هر                                                 | نامزدشده |
| جایزه انجمن بازیگران فیلم  | بهترین بازیگر نقش مکمل زن       | کیت وینسلت                                               | برنده    |